# Sophie Cysch
Sophie Cysch, née le 15 octobre 1847 à Stockholm et morte le 20 mars 1917 dans la même ville, est une actrice et une chanteuse d'opéra mezzo-soprano suédoise.

## Biographie
Hedvig Carolina Sophie Wiberg est la fille de Karl Erik Wiberg, un concierge, et d'Anna Elisabet Sederström. Elle suit la formation de l'école de ballet d'Anders Selinder à partir de 1857, puis à partir de 1863 celle de l'Opéra royal de Stockholm.
Elle fait ses débuts au printemps 1866 à Göteborg, au Nya Teatern, dans le rôle de Laura de la pièce De Nygifte (Les Nouveaux Mariés) de Bjørnstjerne Bjørnson ; elle joue à partir de 1867 au Svenska Teatern qui vient d'être créé à Stockholm, puis est engagée de 1872 à 1877 par l'Opéra royal. Elle complète sa formation à Paris en 1877-1879 ; elle joue dans divers théâtres à Göteborg et Stockholm de 1880 à 1888. En 1882, elle épouse Karl Teador Cysch (1853-1903), un grossiste.
Elle connaît le succès dans les rôles de Madame Tallien dans Det besegrade lejonet (Le Lion amoureux) et de Rose dans Hedern och penningen (L'Honneur et l'Argent) de François Ponsard. Elle joue également dans des pièces de Shakespeare : Hero dans Mycket väsen för ingenting (Beaucoup de bruit pour rien), Juliette dans Roméo et Juliette et Cordelia dans Le Roi Lear. Comme chanteuse d'opérette, son interprétation du rôle-titre d'Hélène dans Sköna Helena, la version suédoise de La Belle Hélène d'Offenbach la rend célèbre ; elle chantera également les rôles-titres de La belle Galatée de  Franz von Suppé et de Giroflé-Girofla de Charles Lecocq.
Après son mariage, elle se produit moins sur scène, tout en soutenant la compagnie de production théâtrale qu'elle a créée avec son mari. Elle se produit sur scène pour la dernière fois en 1888, dans le rôle de la belle Hélène.
Ses dernières années sont difficiles ; son mari meurt ruiné en 1903, la laissant sans ressources. Elle meurt le 20 mars 1917 dans la section des aliénés de l'hôpital de Stockholm.